# Drepturile statelor
În discursul politic american, drepturile statelor se referă la drepturile și puterile politice acordate statelor de către al 10-lea amendament la Constituția Statelor Unite. Conform acestuia, „puterile care nu sunt delegate Statelor Unite prin Constituție și care nu sunt interzise prin aceasta statelor [componente ale Uniunii] sunt rezervate respectivelor state sau poporului”. Puterile enumerate în Constituție includ puterile exclusiv federale⁠(d) și puterile concomitente⁠(d) (împărțite cu statele), iar toate acestea sunt în contrast cu puterile rezervate⁠(d) — numite și drepturile statelor — pe care doar acestea le posedă.

## Context
Echilibrul puterilor federale și statale, așa cum sunt ele definite în Supremacy Clause⁠(d) (Articolul VI, secțiunea 2) din Constituției Statelor Unite, a fost abordat pentru prima dată în cazul McCulloch v. Maryland⁠(d) (1819). Conform deciziei președintelui Curții John Marshall, legile adoptate de guvernul federal, atunci când își exercită atribuțiile constituționale, primează în general în fața altor legi inconsistente adoptate de guvernele statelor. După cazul McCulloch, problemele juridice din acest domeniu au vizat sfera aplicării puterilor constituționale ale Congresului și dacă statele posedă anumite atribuții pe care guvernului federal nu le are, deși Constituția nu le limitează explicit la nivelul statelor.

## Supremacy Clause
Articolul VI, secțiunea 2 din Constituția Statelor Unite prevede:
„Această Constituție, precum și legile Statelor Unite care vor fi făcute în temeiul ei, și toate tratatele încheiate sau care vor fi încheiate sub autoritatea Statelor Unite vor fi legea supremă a țării, iar judecătorii din fiecare stat vor fi obligați să o respecte, indiferent dacă acest lucru este contrar altor stipulații din Constituție sau din legile acestora.”
În The Federalist Papers, Articolul 33⁠(d), Alexander Hamilton, un susținător al ratificării, a încercat să explice că un guvern puternic nu va amenința drepturile statelor și cetățenii acestora. Un guvern național trebuie să poată adopta un act legislativ cu caracter obligatoriu pentru a fi considerat un guvern, iar dacă legile adoptate încalcă drepturile statelor, atunci acestea se pot împotrivi și guvernul poate fi tras la răspundere pentru tentativa de uzurpare a drepturilor cetățenești.